# Andrea Barzini
Andrea Barzini (né le 14 décembre 1952 à Rome) est un réalisateur de cinéma italien.

## Filmographie
- Flipper (1983)
- Desiderando Giulia (1987)
- Italia-Germania 4 a 3 (1991)
- Volevamo essere gli U2 (1992)
- Passo a due (2006)
- Capri
- Un sacré détective